# Дрештедт
Дрештедт (нем. Drestedt) — община в Германии, в земле Нижняя Саксония.
Входит в состав района Харбург. Подчиняется управлению Холленштедт. Население составляет 803 человека (на 31 декабря 2010 года). Занимает площадь 5,71 км².